# Relativ rigdom
Den relative rigdom er altid afhængig af den relative fattigdom. Man har ikke gavn af mange penge, hvis der ikke er fattige, der vil arbejde længe og hårdt for dem – jo fattigere der er, des længere og hårdere vil de arbejde. Den relative rigdom svarer således til at nogen står på andres skuldre for at se bedre.
| Økonomi | Spire Denne artikel om økonomi er en spire som bør udbygges. Du er velkommen til at hjælpe Wikipedia ved at udvide den. |